# Matinha
Matinha est une municipalité brésilienne située dans l'État du Maranhão.